# Kirkby Thore
Kirkby Thore es una parroquia civil situada en la autoridad unitaria de Westmorland and Furness, en Cumbria, Inglaterra (Reino Unido). Según el censo de 2021, tiene una población de 770 habitantes.
Está ubicada al norte de la región del Noroeste de Inglaterra, cerca de la frontera con Escocia y con la región del Nordeste de Inglaterra y de la costa del mar de Irlanda.